# Курганы у села Невское
Курганы у села Невское (укр. Кургани біля села Невське) — памятники раннего, среднего и позднего периодов эпохи бронзы на Украине.

## Описание
Курганы у села Невское — группа из 12 курганов эпохи бронзы. Находятся возле села Невское Кременского района Луганской области на Украине. Расположены на плато второй террасы реки Жеребец, между селом и рекой.
В курганах открыты погребения раннего, среднего и позднего периодов бронзового века, однако, в четырех курганах основными являлись погребения ямной культуры. Все четыре погребения были совершены по сходному обряду, когда умершие уложены в перекрытые деревянными настилами под прямоугольные ямы, скорченно на спине, ориентированы головой на северо-восток. Использовались охра, а также подстилки, сохранившиеся в виде белого и коричневого тленов. В насыпи кургана 1, в непосредственной близости от засыпки был обнаружен фрагмент венчика сосуда с гребенчатой орнаментацией. В бассейне Северского Донца скорченные на спине ориентированные на северо-восток погребения составляют особую хронологическую группу, в общей сложности — примерно десятая часть от общего числа ямных погребений.